# Eli'ezer Kaplan
Eli'ezer Kaplan (hebrejsky: אליעזר קפלן, narozen 1891 – 13. července 1952) byl sionistický aktivista, izraelský politik, jeden ze signatářů izraelské deklarace nezávislosti a první izraelský ministr financí a vicepremiér. Mimo to také zastával funkci ministra průmyslu a obchodu.

## Biografie
Narodil se v Minsku v carském Rusku (dnešní Bělorusko) a studoval v chederu a na střední škole v Lubiči. V roce 1905 vstoupil do Socialistické sionistické strany a byl jedním ze zakladatelů hnutí Mládež Siónu – Obrození. V roce 1912 se pak stal tajemníkem jeho regionální organizace v Minsku. V roce 1917 promoval na Moskevském institutu technologie a stal se stavebním inženýrem.
V roce 1919 byl členem ukrajinské delegace na Versaillské mírové konferenci. Následující rok podnikl aliju do mandátní Palestiny a zapojil se do sloučení Mládeže Siónu s ha-Po'el ha-ca'ir, z nichž se stal Hitachdut. Po účasti na konferenci sionistické federace v Londýně byl zvolen do Sionistické výkonné komise. Krátce poté byl poslán do Berlína, aby založil světovou kancelář Hitachdutu.
Do mandátní Palestiny se vrátil v roce 1923 a vstoupil do Histadrutu. V letech 1923 až 1925 byl ředitelem technického oddělení telavivské radnice a od roku 1925 do roku 1933 byl členem telavivské městské rady. V roce 1933 se stal členem výboru Židovské agentury a až do roku 1948 byl taktéž jejím pokladníkem.
Jako člen prozatímní státní rady byl 14. května 1948 jedním ze signatářů izraelské deklarace nezávislosti a bezprostředně poté byl jmenován ministrem financí prozatímní vlády. V roce 1949 byl za stranu Mapaj zvolen do prvního Knesetu. V první Ben Gurionově vládě mu byla ponechána funkce ministra financí a mimo to se stal i ministrem průmyslu a obchodu. V druhé vládě bylo portfolio průmyslu a obchodu předáno Ja'akovu Gerimu a Kaplan si ponechal portfolio financí.
Poslanecký mandát a ministerské portfolio mu bylo ponecháno i po volbách v roce 1951 a v červnu 1952 se stal historicky prvním izraelským vicepremiérem. O tři týdny později však zemřel.
V roce 1953 bylo v Rechovotu postaveno Kaplanovo lékařské centrum a na jeho počest byly rovněž pojmenovány čtvrti ve městech Netanja a Kfar Saba.